# Ростиславичі Смоленські
Ростиславичі (смоленські) — молодша гілка династії Мономаховичів, нащадки Ростислава Мстиславича, Великого князя Київського та князя смоленського. Під час князювання у Києві (1159-1167) Ростислав Мстиславич сприяв згуртуванню Русі, провів успішні походи проти половецьких ханів. Серед його нащадків джерела виділяють 4 основні родини: Романовичів, Рюриковичів, Мстиславичів і Давидовичів (за іменами його синів). Ростиславичі суперничали за загальноруську владу з іншими сильними кланами — Ольговичами, Волинськими Ізяславичами та Юрійовичами.
Правляча династія у Київському (з перервами), Смоленському, Галицькому, Новгородському та Ярославському князівствах.

## Історія
У другій половині Xi — на початку XII ст. Смоленська земля входила в уділ сина Ярослава Мудрого, Всеволода Ярославича та його нащалків — Володимира Мономаха і його сина Мстислава Володимировича Великого. В 1127 р. Мстислав посадив у Смоленську свого сина Ростислава, який зумів там закріпитися і зберегти князівство для своїх спадкоємців.
Ростислав при житті свого старшого брата Ізяслава виступав на його боці в князівських усобицях, зокрема у війнах з Юрієм Долгоруким. Однак після смерті Ізяслава, Ростислав Мстиславич все частіше був схильний до компромісів ніж до боротьби за владу, тому в Київському великому князівстві йому доводилось миритись з впливом свого племінника, Мстислава Ізяславича.
Після смерті Ростислава (1167) його синам вдалось ненадовго закріпитись в Києві, за який почалась жорстока боротьба між різними кланами Рюриковичів. В 1169 р. Ростиславичі підтримали організований Андрієм Боголюбським похід на Київ і брали участь в розграбуванні міста. У 1171 р. Ростиславичі вийшли з-під влади Андрія Боголюбського і в подальшому проводили активну політику спрямовану на утвердження свого впливу як у Київській землі, так і в інших руських князівствах — Новгородському, Галицькому та Полоцькому.
Найбільшу енергію у цьому проявили сини Ростислава — Роман і Рюрик. Останній зокрема, фактично відмовившись від претензій на Смоленськ на користь племінників усе своє життя присвятив спробам закріпитись у Києві. Місто він займав 7 раз що було своєрідним рекордом серед усіх Рюриковичів. У 1203 р. захопивши Київ піддав його жорстокому розграбуванню, яке було навіть спустошливішим за погром 1169 р. Проте це не завадило літописцю залишити по Рюрику схвальний відгук. Згодом він був пострижений у монахи Романом Мстиславичем, але після його смерті, покинув монастир і продовжив боротьбу за Київ разом з іншими Ростиславичами.
Після Рюрика у Києві зумів утвердитись інший Ростиславич — Мстислав Романович Старий. Ростиславичі взяли участь в усобицях між Володимирськими Всеволодовичами. В 1216 р. величезна коаліція з смолян, новгородців, киян та інших воїв на чолі з Мстиславом Удатним розгромила Володимиро-Суздальських князів Юрія і Ярослава Всеволодовичів у Липицькій битві. Пізніше Мстислав Удатний підтриманий родичами взяв участі в боротьбі за Галицько-Волинську спадщину, та зумів успішно вокняжитись в Галичі на певний час (1221—1226).
Мстислав Романович та Мстислав Удатний очолювали руське військо у невдалій битві на Калці, під час якої перший загинув, а другий з ганьбою втік у Галич. Після цього Ростиславичам ще вдавалось на певний час контролювати Київ, однак до того часу місто вже втратило своє значення столиці Русі.
Смоленську пощастило уникнути спустошення монголо-татарами, однак пізніше, у 1274 р. Менгу-Тимур все ж зробив князівство своїм васалом. Після цього Смоленська земля занепадає, та попадає під вплив Великого князівства Литовського.
У 1386 р. в битві під Мстиславом гине смоленський князь, Святослав Іванович, якому ще вдавалось проводити відносно самостійну політику. Його сини змушені були визнати зверхність литовських князів Ягайла, а згодом Вітовта, а в 1404 р. останній остаточно приєднує Смоленськ. Нащадки Святослава Івановича отримали як компенсацію незначні уділи і започаткували кілька княжих родів, які однак не мали значного впливу на державні справи Русько-Литовської держави та Московії.

## Родовід
- Ростислав Мстиславич (1108—1167) — князь смоленський (1125—1159, 1161), великий князь київський (1154—1154, 1159—1161, 1161—1167). син Мстислава Великого, онук Володимира Мономаха. Мати — Христина Шведська, дочка шведського короля Інге Старшого. Засновник роду

- Роман (Борис) Ростиславич (†1180) — князь Новгородський (1154), смоленський (1154—1180, з перервами), Великий князь Київський (1171—1173, 1174—1176). Одружений з дочкою Святослава Ольговича.

- Ярополк Романович (†1177) — князь смоленський (1171—1173, 1174), трипільський (1177).
- Мстислав Романович (†1223) — князь псковський (1178—1179), смоленський (1197—1214), білгородський (1206), Великий князь Київський (бл. 07.1212–2.06.1223).

- Святослав (Семен) Мстиславич (?—1238(?)) — князь новгородський (1218—1219), полоцький (1222—1232), смоленський (1232—1238 ?).
- Ізяслав Мстиславич (? — бл. 1239) — князь вишгородський [?] (бл. 1232—1235, 1236—1239 ?), Великий князь Київський (05.1235 — бл. 03.1236, 10.04.1236 — 05.1236).
- Всеволод Мстиславич (†1223) — князь псковський (1214), новгородський (1219—1221), смоленський (1238—1239, 1239 — ?).
- Ростислав Мстиславич (1189—1240) — князь смоленський (1230—1232, 1239), Великий князь Київський (бл. 10.1239 — бл. 02.1240).

- Гліб Ростиславич (?—1278) — князь смоленський (після 1239—1278).
  - Святослав Глібович (†1310) — Великий князь Чернігівський (1309—1310 ).
    - Гліб Святославич  (? —1340) — Великий князь Чернігівський та князь Брянський (1333/1334—1340).
      - Олександр Всеволодович (?-1367) — князь Псковський (1341), родоначальник князів Заболоцьких.

  - Олександр Глібович (†1313) — князь мстиславський (1278—1281), великий князь смоленський (1281 чи 1297—1313).
    - Іван Олександрович (†1359) — великий князь Смоленський (1313—1359)
      - Василь Іванович — князь брянський (бл. 1340—1357)
        - Іван Васильович (2-а пол. XIV ст.) — князь вяземський. Перейшов на службу до Дмитра Івановича Донського.
          - Михайло Іванович Вяземський (сер. XIV-до 1403) — князь вяземський (до 1386-до 1403).
            - Олександр Михайлович Вяземський (? — після 1403) — князь вяземський (? — 1403)
            - Іван Михайлович (?—1396) — страчений.

          - Василь Іванович — у 1396 р. пішов у Новгород.

        - Олександр Васильович (?—1375) — князь вяземський (1372—1375)

      - Святослав Іванович — великий князь Смоленський (1359—1386), останній самостійний правитель Смоленщини. Після його смерті князівство опинилось в залежності від Литви.
        - Агрипіна Святославна — дружина Івана Ольгимонтовича Гольшанського, київського намісника.
        - Гліб Святославич (1353—1399) — великий князь смоленський (1392—1395), князь полонський (1395—1399), загинув у Битві на Ворсклі.
          - Дмитро Глібович (? — після 1433 р.) Отримав у 1433 р. вотчину маєток Жижма
            - Іван Дмитрович Жижемський «Манько»/«Манч» — князь смоленський, володів маєтком Жижма. Від нього походить нині існуючий княжий ріл Жижемських
            - Іван Дмитрович «Шах» — князь соломерецький. Від нього ведуть свій рід князі Соломерецькі та Кокордіни.

        - Юрій Святославич (1353—1407) — великий князь смоленський (1386—1392, 1401—1404), за його правління, у 1404 р., великий князь литовський, Вітовт захопив Смоленськ і остаточно приєднав його до Литовсько-Руської держави.
        - Олександр Дашек (1358/60—1410) — родоначальник князів Дашкових.
        - Ульяна Святославна — дружина литовського боярина Монвида.
        - Анна Святославна — дружина Великого князя Литовського і Руського Вітовта.
        - Іван Святославич (бл. 1364—1403) — князь вяземський.
        - N дочка

    - Василь Олександрович — князь брянський (?—1309, 1310—1314)

  - Роман Глібович (?—після 1301) — князь новгородський (?—1293) та мстиславський (1281 — після 1301).
    - Дмитро Романович — князь брянський (1314—1339, 1340—?)
    - Ольга Романівна — дружина галицького князя Лева Юрійовича (?—1323)

  - Святослав Глібович (?—1310) — князь можайський (до 1303), брянський (1309—1310)
    - Гліб Святославич (? — 6 грудня 1340) — князь брянський (1333—1340).
    - Федір Святославич (?—1346) — князь дорогобужський і вяземський.
    - Іван Святославич (поч. XIV ст.) — на думку деяких науковців від нього походить княжий рід Вяземських. Цей рід правив Вяземським князівством спочатку в залежності від Смоленська, а з 1403 р. — від Литви. У XIV—XV ст. рід Вяземських сильно розрісся, а їхній уділ все більше розділявся між різними представниками. У 1493 р. Вяземське князівство було захоплено московським князем Іваном ІІІ а місцеві князі переселені у внутрішні райони Московії.

- Михайло Ростиславич — князь мстиславський [?] (бл. 1260—1278) і смоленський (1278—1279)
- Федір Ростиславич Чорний (? — 19.09.1299 р.) — князь можайський (бл. 1250 — до 1299), смоленський (1279—1297) і ярославський (1293—1299). Його нащадки які правили у Ярославлі — Ростиславичі Ярославльські.

- N Романівна — була видана за перемильського князя Ярослава Інгваровича († після 1229)

- Олена Ростиславна (? — до 1185)
- Святослав (Іван) Ростиславич (?—1170) — князь новгородський (1157—1160, 1161—1168)
- Рюрик (Василь) Ростиславич (?—1212) — князь вишогородський (1161—1168), овруцький (1168—1194, 1202—1208, з перервами), новгородський (1170—1171), чернігівський (1210—1212) і великий князь київський (1173, 1176, 09. 1180—1181, 1194—1201, 1203—1204,.1205—1206, 1207—1210). У 1204 р. насильно пострижений у ченці, у 1205 р. після загибелі Романа Мстиславича покинув монастир і повернувся до політичної діяльності.

- Анастасія Рюриківна — у 1182 р. видана за Гліба Святославича († після 1216?), тоді князя канівського.
- Предслава Рюриківна († після 1204) — була одружена з Романом Мстиславичем.
- Ростислав (Михайло) Рюрикович (5 квітня 1172–1218)— князь брагінський (1188—1190), торчеський (1190—1194, 1195—1198), білгородський (1195—1197), вишгородський (1198—1203, 1205—1207, 1208—1210), овруцький [?] (бл. 1210—1218), великий князь київський (02.1204 — 07.1205).
- Всеслава Рюриківна — дружина Ярослава Глібовича рязанського.
- Володимир (Дмитро) Рюрикович (1187—1239) — князь переяславський (1206—1214), смоленський (1214—1219), овруцький (1219—1223, 1235—1239), великий князь київський (1223 — 1235, 07.1236 — 02.1238). Був останнім великим київським князем, якому реально підпорядковувалися більшість земель і який пробував проводити загальнодержавну політику.

- Ростислав Володимирович († після 1242) — князь овруцький [?] (бл. 1223—1235).
- Андрій Володимирович — князь вяземський (1239 ? — після 1300 р.).

- Агафія Ростиславна († до 1166) — 16.05.1165 р. була видана заміж за сіверського князя Олега Святославича († 18.01.1180)
- Давид (Гліб) Ростиславич (1140 — 23 квітня 1197) — князь новгородський (1154—1155), торжоцький (1158—1160), вітебський (1164—1167), вишгородський (1168—1180, 1195—1197), смоленський (1180—1197).

- Ізяслав Давидович (після 1185)
- Мстислав Давидович (?—1189) — Князь новгородський (1184—1187), вишгородський (1187—1189). У 1184 р. одружився з дочкою половецького хана Толгуя
- 3 дочки
- Костянтин Давидович (?—1218) — князь пороський (1197—1218)
- Мстислав (Федір) Давидович (1193—1230) — князь смоленський (1219—1230)

- Аграфена Ростиславна (? — 12.1237) — була дружиною рязанського князя Ігоря Глібовича († 1194)
- Мстислав (Федір) Ростиславич (Хоробрий) (? — 14 червня 1180) — князь білгородський (1160—1163, 1171—1173), торопецький (1164—1180), трипільський (1169—1173), новгородський (1178—1180).

- Мстислав Мстиславич Удатний (1176—1228) — князь трипільський (1193—1194), торчеський (1207—1208, 1226—1228), торопецький (1208—1212?), новгородський (1208—1214, 1216—1218), галицький (1219—1220, 1221—1226).

- Василь Мстиславич († 1218) — князь торжоцький (1217—1218)
- Юрій Мстиславич
- Мстислав Мстиславич

- Давид Мстиславич (?—1226) — князь торопецький (бл. 1212—1226).
- Володимир Мстиславич († 1226/1233) — князь псковський (1208—1211, 1211—1213, 1214—1226), торопецький (1211).

- Ярослав Володимирович — князь псковський (1233 р.) і торжоцький (1245 р.)